# Песис, Александр Евсеевич
Александр Евсеевич Песис (10 июля 1893, Киев — 27 марта 1964, Ленинград) — советский военный врач, государственный и политический деятель, генерал-лейтенант.

## Биография
Родился 27 июня (10 июля) 1893 года в Киеве, в семье врача Евсея Хаимовича (Хаим-Лейбовича) Песиса (1866—?) и Марии Айзиковны Песис (в девичестве Колпакчи). Отец, выпускник Немировской гимназии (1886), был удостоен звания лекаря в том же году и вскоре получил назначение земским врачом в Гдовe Санкт-Петербургской губернии, в 1910 году стал земским санитарным врачом в Златоусте Уфимской губернии и к 1916 году заведующим Городским санитарным бюро Уфы.
Выпускник медицинского факультета Юрьевского университета (1917). С 1918 года — на военной службе, общественной и политической работе. В первой половине 1920-х годов поселился с матерью и сестрой в Петрограде. В 1918—1955 годах — участник Гражданской войны, старший врач полка, старший врач пограничного отряда, начальник санитарного отдела 2-го Ленинградского артиллерийского училища, затем начальник медицинского отдела армии, начальник учебной части Курсов переподготовки и усовершенствования врачей кадра и запаса, бригврач, начальник санотдела армии, участник Великой Отечественной войны, начальник санитарного управления Северного, Ленинградского, Волховского, Карельского, 1-го Дальневосточного фронтов, начальник медицинского управления военного округа, начальник научно-исследовательского отдела Ленинградского военно-медицинского музея. Член КПСС.
Умер в Ленинграде в 1964 году. Похоронен на Большеохтинском кладбище.

## Семья
Жена — София Алексеевна Песис (в девичестве Семёнова, 1895—1963), внучатая племянница Петра Петровича Семёнова-Тян-Ша́нского, выпускница Курсов переподготовки и усовершенствования врачей кадра и запаса, медик. Сыновья — Вадим (1923—1993) и Георгий, художник.
Сестра — Эсфирь Евсеевна Песис, врач.
Племянник доктора медицины Соломона-Моисея Львовича Гольдарбайтера (1869—?), детского врача, автора научных трудов по социальной гигиене, одесского санитарного инспектора труда. Двоюродный брат (сын М. Л. Гольдарбайтера) — бригвоенюрист Лев Моисеевич Калугин (1902—1941), заместитель военного прокурора Юго-Западного фронта.